# Alfio Finocchiaro
Alfio Finocchiaro (Caserta, 10 settembre 1935 – 12 agosto 2021) è stato un magistrato italiano, già vicepresidente della Corte costituzionale.
Dopo una lunga carriera nell'ordine giudiziario, culminata con la nomina alle funzioni di presidente di sezione della Corte di cassazione, il 7 novembre 2002 è stato eletto giudice della Corte costituzionale nella quota riservata alla Corte di Cassazione. Ha assunto le sue funzioni dopo aver giurato il 5 dicembre dello stesso anno.
In seguito all'elezione di Alfonso Quaranta a presidente della Corte costituzionale è stato nominato vicepresidente; è cessato dall'incarico di giudice costituzionale il 5 dicembre 2011. È stato un sommo esperto di Diritto di Famiglia.